# Гейзингер, Карл
Карл Ге́йзингер (нем. Karl Friedrich von Heusinger; 28 февраля 1792, Фарнрода — 5 мая 1883, Марбург) — немецкий врач и естествоиспытатель.

## Биография
Карл Гейзингер изучал медицину в Йенском и Марбургском университетах, в качестве военного врача принимал участие в походах против Наполеона I, в 1821 году занял кафедру медицины в Йене, в 1824 году — в Вюрцбурге, а в 1829 году перешёл в Марбургский университет, где до 1867 года состоял профессором медицины. Научные труды Гейзингера касаются преимущественно физиологии, гистологии и анатомии человека и позвоночных животных. Гейзингер издавал журнал под заглавием Zeitschrift für organische Physik (Эйзенах, 2 т., 47 табл.), в котором помещено большинство его работ.

## Труды
- «Ueber den Bau und die Verrichtung der Milz» (Эйзенах, 1817);
- «Betrachtungen und Erfahrungen über die Entzündung und Vergrösserung der Milz» (ibid., 1820);
- «System der Histologie» (1-я ч., ibid., 1822);
- «De organogenia. P. L De materia organica amorpha» (Иена, 1822);
- «Orat. de evolutione extremitatum in animalibus vertebratis» (Вюрцб., 1824);
- «Ueber den Antagonismus der thierischen Excretionen» («Zeitschr. org. Phys.», 1827);
- «Grundriss der physischen und psychischen Antropologie» (Эйзенах, 1829);
- «Untersuchungen über die Extremitäten der Ophidier» («Zeitschr. org. Phys.», 1829);
- «Gründzüge der vergleichenden Physiologie mit besond. Rücksicht auf die nutzbaren Haus-Säugethiere» (Лпц., 1831);
- «Grundriss der Encyclopädie und Methodologie der Natur- und Heilkunde» (1 т., Эйзенах, 1839);
- «Recherches de Pathologie, comparée» (2 т., Кассель, 1844—53);
- «Milzbrandkrankheiten der Thiere und des Menschen» (Эрланген, 1850). С 1827—28 г.